# Yiruma

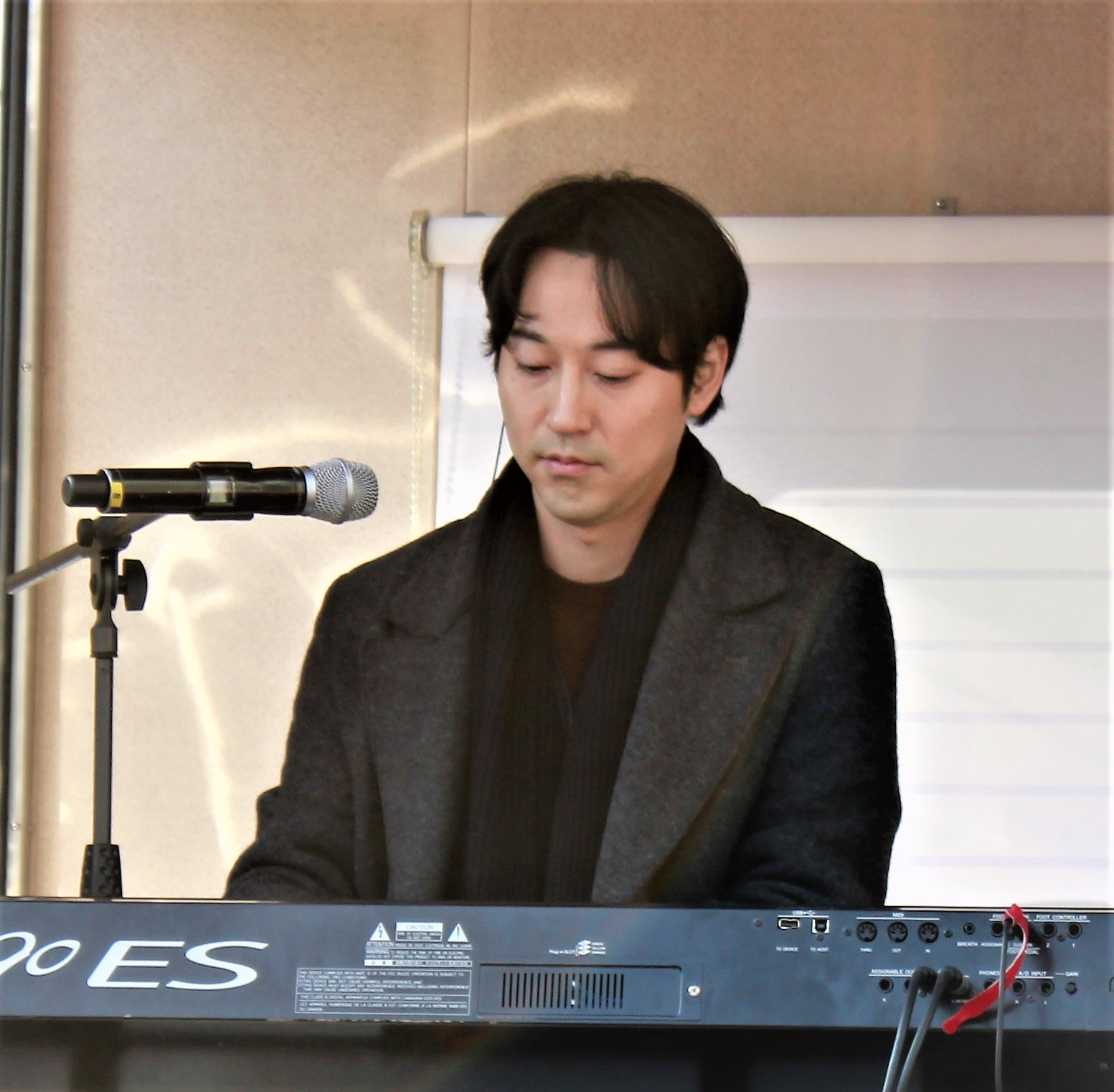
Yiruma in 2017

Lee Ru-ma (artiestennaam: Yiruma) (Seoel, Korea, 15 februari 1978) is een Zuid-Koreaanse componist van eigentijdse klassieke pianomuziek. Hij is getrouwd met Son Hye-im.

## Biografie
Yiruma begon op vijfjarige leeftijd thuis in Korea piano te leren spelen. In 1988 verhuisde hij naar Engeland, en in december 1996 nam hij deel aan het album The Musicians of Purcell (Decca). Hij studeerde af aan de Purcell Specialist Music School (Londen) in juli 1997, vervolgens aan het King's College in Londen in juni 2000. 
Yiruma is bekend over de hele wereld en zijn albums worden verkocht in heel Azië, de Verenigde Staten en Europa. Zijn bekendste stukken zijn "River Flows in You", "Kiss the Rain" en "Love Me".
Hoewel Yiruma vroeger een dubbele nationaliteit bezat als burger van het Verenigd Koninkrijk en Zuid-Korea, gaf hij in juli 2006 zijn Britse burgerschap op en betrad de marine van de Republiek Korea om zijn militaire dienst, die verplicht is voor alle mannelijke Zuid-Koreanen, te beginnen. Hij woonde voor een periode van 5 jaar in Osaka, Japan, om de verkoop van zijn album te bevorderen. Dit deed hij voordat hij zijn dubbele nationaliteit opgaf.

## Discografie
- Love Scene - 2001
- River Flows in You - 2001
- First Love - 2001
- Wait There - 2001
- Oasis & Yiruma - 2002
- From the Yellow Room - 2003
- Kiss The Rain - 2003
- Nocturnal lights ... they scatter - 2004
- POEMUSIC - 2005
- h.i.s. monologue - 2006
- P.N.O.N.I - 2008
- Stay In Memory - 2012
- Blind Film - 2018

- Gemeinsame Normdatei: 140891277
- International Standard Name Identifier: 0000 0003 5568 1731
- Library of Congress Control Number: no2007120493
- MusicBrainz: 841db5c8-7072-4b89-9bdb-0a0bd0e9d357
- Nationale Bibliotheek van Tsjechië: jx20131121007
- Nationale Bibliotheek van Polen: a0000003855200
- Virtual International Authority File: 2348145857084322921774
- WorldCat: E39PBJvd4HvH9qwVPJYKkBCmh3